# Hoa hậu Trái Đất 2008
Hoa hậu Trái Đất 2008 là cuộc thi Hoa hậu Trái Đất lần thứ 8, được tổ chức vào ngày 9 tháng 11 năm 2008 tại Trung tâm Triển lãm Clark Expo ở Angeles, Pampanga, Philippines. 85 thí sinh đến từ các quốc gia và vùng lãnh thổ đến Philippines vào 19 tháng 10 năm 2008 và có những chuyến đi quảng bá nhận thức về môi trường vòng quanh quốc đảo này.
Cuộc thi được phát sóng trên kênh ABS-CBN Philippines và có khoảng hơn 80 quốc gia xem qua các kênh STAR World, The Filipino Channel và các kênh truyền hình khác. Trong đêm chung kết, Hoa hậu Trái Đất 2007 Jessica Trisko đến từ Canada đã trao vương miện cho người kế nhiệm đến từ nước chủ nhà, cô Karla Paula Henry.
Đây là lần đầu tiên trong lịch sử cuộc thi khi có một thí sinh đăng quang ngay trên sân nhà. Karla Paula Henry cũng là người Philippines và châu Á đầu tiên giành được vương miện sau 7 năm kể từ khi cuộc thi được thành lập.
Video chính thức: https://www.youtube.com/watch?v=yJgFJAnazkU

## Xếp hạng

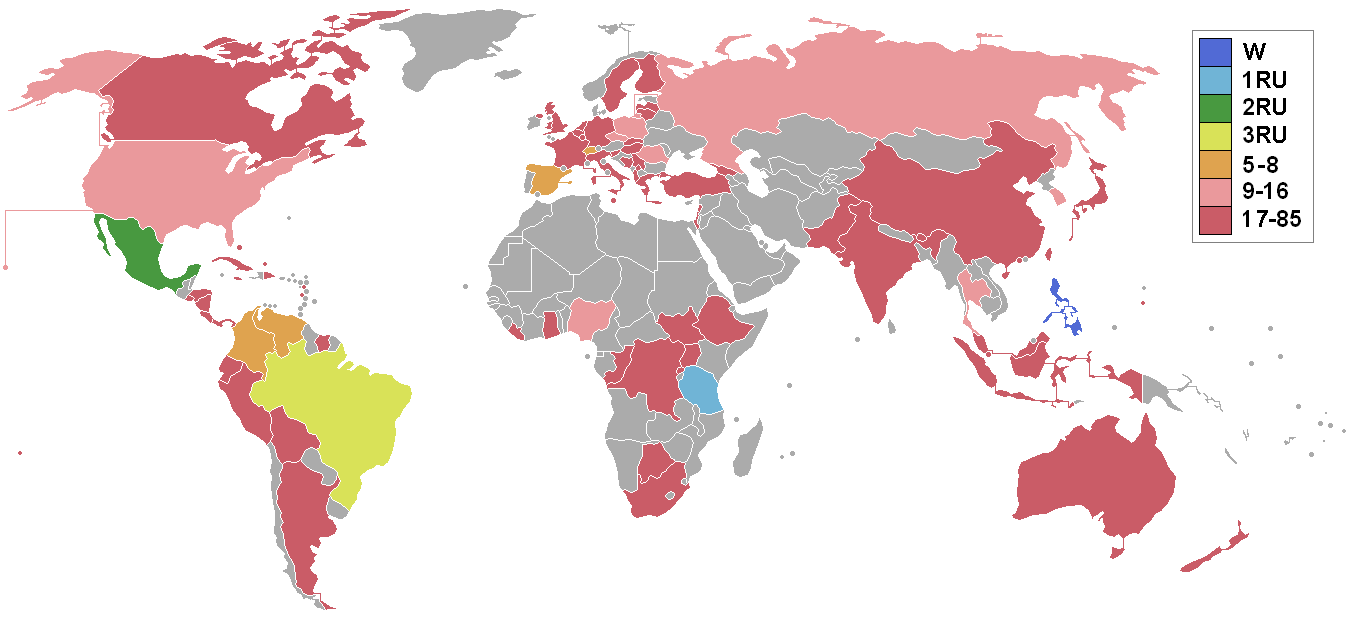
Các quốc gia và lãnh thổ tham gia Hoa hậu Trái Đất 2008 và kết quả.

### Kết quả chung cuộc
| Kết quả cuối cùng           | Thí sinh |
| --------------------------- | --- |
| Hoa hậu Trái Đất 2008       | - Philippines – Karla Paula Henry |
| Hoa hậu Không khí (Á hậu 1) | - Tanzania – Miriam Odemba |
| Hoa hậu Nước (Á hậu 2)      | - Mexico – Abigail Elizalde |
| Hoa hậu Lửa (Á hậu 3)       | - Brazil – Tatiane Alves |
| Top 8                       | - Colombia – Mariana Rodriguez - Tây Ban Nha – Adriana Reveron - Thụy Sĩ – Nasanin Nuri - Venezuela – Daniela Torrealba                                                                                                  |
| Top 16                      | - Cộng hòa Séc – Hana Svobodová - Hàn Quốc – Seo Seol-hee - Nigeria – Uko Ezinne - Ba Lan – Karolina Filipkowska - Romania – Ruxandra Popa - Nga – Anna Mezentseva - Thái Lan – Piyaporn Deejing - Hoa Kỳ – Jana Murrell |

### Giải thưởng phụ
| \| Giải thưởng \| Quốc gia \| Thí sinh \| \| ----------------------------- \| ----------- \| -------------------- \| \| Trang phục dân tộc đẹp nhất \| Panama \| Shassia Ubillus \| \| Trình diễn áo tắm đẹp nhất \| Mexico \| Abigail Elizalde \| \| Hoa hậu Ảnh \| Philippines \| Karla Paula Henry \| \| Hoa hậu Thân thiện \| Ecuador \| Andrea Carolina Leon \| \| Trang phục dạ hội đẹp nhất \| Venezuela \| Daniela Torrealba \| \| Hoa hậu Tài năng \| Úc \| Rachael Margot Smith \| \| Gương mặt của đêm thi \| Colombia \| Mariana Rodríguez \| \| Miss Micu Confidence \| Hy Lạp \| Ria Antoniou \| \| Hoa hậu Năng động \| Tanzania \| Miriam Odemba \| \| Nụ cười đẹp nhất \| Brazil \| Tatiane Alves \| \| Nhà thiết kế Hoa hậu Trái Đất \| Philippines \| Karla Paula Henry \| \| Miss Earth Puerto Princesa[1] \| Canada \| Denise Garrido \| \| Joel Cruz Signature \| Hy Lạp \| Ria Antoniou \| \| Gương mặt của Placenta \| Venezuela \| Daniela Torrealba \| | Giải thưởng chính Giải thưởng của nhà tài trợ |                      |
| Giải thưởng | Quốc gia                                      | Thí sinh             |
| Trang phục dân tộc đẹp nhất | Panama                                        | Shassia Ubillus      |
| Trình diễn áo tắm đẹp nhất | Mexico                                        | Abigail Elizalde     |
| Hoa hậu Ảnh | Philippines                                   | Karla Paula Henry    |
| Hoa hậu Thân thiện | Ecuador                                       | Andrea Carolina Leon |
| Trang phục dạ hội đẹp nhất | Venezuela                                     | Daniela Torrealba    |
| Hoa hậu Tài năng | Úc                                            | Rachael Margot Smith |
| Gương mặt của đêm thi | Colombia                                      | Mariana Rodríguez    |
| Miss Micu Confidence | Hy Lạp                                        | Ria Antoniou         |
| Hoa hậu Năng động | Tanzania                                      | Miriam Odemba        |
| Nụ cười đẹp nhất | Brazil                                        | Tatiane Alves        |
| Nhà thiết kế Hoa hậu Trái Đất | Philippines                                   | Karla Paula Henry    |
| Miss Earth Puerto Princesa | Canada                                        | Denise Garrido       |
| Joel Cruz Signature | Hy Lạp                                        | Ria Antoniou         |
| Gương mặt của Placenta | Venezuela                                     | Daniela Torrealba    |

### Thứ tự công bố
| 1. Mexico 2. Tây Ban Nha 3. Thái Lan 4. Ba Lan 5. Brazil 6. Philippines 7. Nigeria 8. Cộng hòa Séc 9. Colombia 10. Romania 11. Hoa Kỳ 12. Nga 13. Tanzania 14. Hàn Quốc 15. Venezuela 16. Thụy Sĩ | 1. Tây Ban Nha 2. Brazil 3. Tanzania 4. Philippines 5. Venezuela 6. Colombia 7. Mexico 8. Thụy Sĩ | 1. Mexico 2. Philippines 3. Brazil 4. Tanzania |

## Phần ứng xử hay nhất
Câu hỏi trong phần thi ứng xử của Hoa hậu Trái Đất 2008: "Nếu bạn có cơ hội nói chuyện với tân Tổng thống Hoa Kỳ Barack Obama về tình trạng môi trường toàn cầu, bạn sẽ nói gì với ông ấy?"
Câu trả lời của Hoa hậu Trái Đất 2008: "Những gì tôi muốn nói với tân Tổng thống Hoa Kỳ, là một trong những quốc gia mạnh nhất trên thế giới, tôi sẽ khuyến khích ông ấy đưa những kiến thức về môi trường vào chương trình giảng dạy của tất cả các trường học dù ở các tiểu bang của Hoa Kỳ hay ở Philippines. Kiến thức về môi trường là điều mà tất cả chúng ta phải chia sẻ, nhưng điều quan trọng nhất là chúng ta phải dạy cho thanh thiếu niên rằng đây là điều mà chúng ta nên ghi nhớ thật kỹ, để trong tương lai gần họ sẽ là những người chăm sóc mẹ Trái Đất của chúng ta." - Karla Paula Henry, đại diện của Philippines.

## Chương trình

### Hình thức
Bắt đầu từ năm nay, format của đêm chung kết có sự thay đổi. Những năm trước, sau khi phần thi trang phục áo tắm kết thúc, chỉ còn tám thí sinh đi tiếp. Họ sẽ tranh tài trong vòng thi hỏi đáp đầu tiên với những câu hỏi khác nhau, sau đó mới bước vào phần thi trang phục dạ hội. Tiếp theo, Top 4 được công bố và tham gia phần thi ứng xử thứ hai. Nhưng từ năm nay, Top 8 sẽ chỉ tham gia phần thi trang phục dạ hội. Sau đó, ban giám khảo sẽ chọn ra bốn người xuất sắc nhất. Top 4 sẽ tham gia một phần thi hỏi đáp chung duy nhất trước khi công bố ba Á hậu và Hoa hậu Trái Đất.

### Ban giám khảo
| Số thứ tự | Giám khảo            | Nghề nghiệp, chức vụ                                                 |
| --------- | -------------------- | -------------------------------------------------------------------- |
| 1         | Lourdes Atienza      | Nữ hoàng sắc đẹp                                                     |
| 2         | Stephan Elsner       | Nhà thiết kế thời trang (Chủ tịch hội đồng quản trị, Bonprix Italia) |
| 3         | Tom Hansen           | Nhà môi trường học                                                   |
| 4         | Hong Jin             | Giám đốc Hãng hàng không Korean Air                                  |
| 5         | Philip Lo            | Giám đốc                                                             |
| 6         | Lisa Macuja-Elizalde | Người sáng lập ballet Manila                                         |
| 7         | Andrea Mastellone    | Tổng giám đốc khách sạn Manila                                       |
| 8         | Rizalino Navarro     | Chủ tịch Tập đoàn Clark Development                                  |
| 9         | Samuel West Stewart  | Nhà môi trường học                                                   |
| 10        | Leo Valdez           | Ca sĩ, diễn viên nhạc kịch quốc tế                                   |
| 11        | Ping Valencia        | Tư vấn hình ảnh, cựu người mẫu thời trang                            |

## Các thí sinh tham dự
Tổng cộng 85 thí sinh tham dự cuộc thi:
| Quốc gia/Lãnh thổ        | Thí sinh                      | Tuổi | Chiều cao               | Quê hương                |
| ------------------------ | ----------------------------- | ---- | ----------------------- | ------------------------ |
| Albania                  | Rudina Suti                   | 23   | 1,78 m (5 ft 10 in)     | Gjirokastër              |
| Argentina                | Camila Solórzano Ayusa        | 18   | 1,76 m (5 ft 9+1⁄2 in)  | Tucumán                  |
| Úc                       | Rachael Margot Smith          | 23   | 1,79 m (5 ft 10+1⁄2 in) | Perth                    |
| Bahamas                  | Garnell Storr                 | 25   | 1,70 m (5 ft 7 in)      | Musha Cay                |
| Bỉ                       | Debby Gommeren                | 20   | 1,76 m (5 ft 9+1⁄2 in)  | Antwerp                  |
| Bhutan                   | Tsokye Tsomo Karchung         | 24   | 1,75 m (5 ft 9 in)      | Thimphu                  |
| Bolivia                  | Carolina Urquiola             | 23   | 1,76 m (5 ft 9+1⁄2 in)  | La Paz                   |
| Bosna và Hercegovina     | Alisa Zlatarevic              | 20   | 1,76 m (5 ft 9+1⁄2 in)  | Sarajevo                 |
| Botswana                 | Nametso Ngwako                | 19   | 1,73 m (5 ft 8 in)      | Serowe                   |
| Brazil                   | Tatiane Alves                 | 24   | 1,77 m (5 ft 9+1⁄2 in)  | Conselheiro Lafaiete     |
| Canada                   | Denise Garrido                | 21   | 1,76 m (5 ft 9+1⁄2 in)  | Bradford                 |
| Trung Quốc               | Zhou Yingkun                  | 22   | 1,82 m (5 ft 11+1⁄2 in) | Sơn Đông                 |
| Đài Bắc Trung Hoa        | Tsai Yin-Yin                  | 22   | 1,75 m (5 ft 9 in)      | Đài Bắc                  |
| Colombia                 | Mariana Rodríguez             | 20   | 1,80 m (5 ft 11 in)     | Cali                     |
| Cộng hoà Congo           | Katissia Kouta                | 23   | 1,72 m (5 ft 7+1⁄2 in)  | Brazzaville              |
| Costa Rica               | Wendy Cordero                 | 20   | 1,75 m (5 ft 9 in)      | Cartago                  |
| Cuba                     | Jessica Silva                 | 18   | 1,77 m (5 ft 9+1⁄2 in)  | Camagüey                 |
| Cộng hòa Dân chủ Congo   | Olga Yumba                    | 21   | 1,71 m (5 ft 7+1⁄2 in)  | Kasai-Oriental           |
| Cộng hòa Séc             | Hana Svobodová                | 19   | 1,75 m (5 ft 9 in)      | Zadní Zhořec             |
| Cộng hòa Dominican       | Diana González Flores         | 18   | 1,73 m (5 ft 8 in)      | San Francisco de Macorís |
| Ecuador                  | Andrea Carolina León          | 20   | 1,70 m (5 ft 7 in)      | Machala                  |
| El Salvador              | Teresita Gómez                | 23   | 1,73 m (5 ft 8 in)      | San Salvador             |
| Anh                      | Caroline Duffy                | 21   | 1,75 m (5 ft 9 in)      | York                     |
| Ethiopia                 | Kidan Tesfahun                | 24   | 1,80 m (5 ft 11 in)     | Addis Ababa              |
| Phần Lan                 | Minna Nikkila                 | 21   | 1,70 m (5 ft 7 in)      | Tampere                  |
| Pháp                     | Charlotte Lagauzere           | 24   | 1,81 m (5 ft 11+1⁄2 in) | Bayonne                  |
| Georgia                  | Sopiko Svimonishvili          | 20   | 1,80 m (5 ft 11 in)     | Rustavi                  |
| Đức                      | Dayana Schult                 | 18   | 1,80 m (5 ft 11 in)     | Schwerin                 |
| Ghana                    | Sara Adoley Addo              | 24   | 1,65 m (5 ft 5 in)      | Accra                    |
| Hy Lạp                   | Ria Antoniou                  | 19   | 1,75 m (5 ft 9 in)      | Athens                   |
| Guadeloupe               | Jennifer Desbouiges           | 22   | 1,75 m (5 ft 9 in)      | Basse-Terre              |
| Guam                     | Jennifer Neves                | 26   | 1,85 m (6 ft 1 in)      | Hagatña                  |
| Honduras                 | Kenia Andrade                 | 22   | 1,78 m (5 ft 10 in)     | Atlántida                |
| Hungary                  | Krisztina Polgár              | 21   | 1,75 m (5 ft 9 in)      | Törökszentmiklós         |
| Ấn Độ                    | Tanvi Vyas                    | 22   | 1,74 m (5 ft 8+1⁄2 in)  | Vadodara                 |
| Indonesia                | Hedhy Kurniati                | 22   | 1,74 m (5 ft 8+1⁄2 in)  | Jakarta                  |
| Israel                   | Lin Mor                       | 18   | 1,73 m (5 ft 8 in)      | Tel Aviv                 |
| Ý                        | Caterina Pasquale             | 24   | 1,73 m (5 ft 8 in)      | Crotone                  |
| Jamaica                  | Simone Burke                  | 21   | 1,73 m (5 ft 8 in)      | St. Andrew               |
| Nhật Bản                 | Akemi Fukumura                | 26   | 1,78 m (5 ft 10 in)     | Tokyo                    |
| Hàn Quốc                 | Seo Seol-hee                  | 19   | 1,78 m (5 ft 10 in)     | Daegu                    |
| Kosovo                   | Yllka Berisha                 | 20   | 1,78 m (5 ft 10 in)     | Pristina                 |
| Latvia                   | Anita Baltruna                | 25   | 1,75 m (5 ft 9 in)      | Jelgava                  |
| Liban                    | Pamela Saadé                  | 25   | 1,74 m (5 ft 8+1⁄2 in)  | Jounieh                  |
| Liberia                  | Marit Woods                   | 21   | 1,71 m (5 ft 7+1⁄2 in)  | Monrovia                 |
| Litva                    | Ingrida Kazlauskaite          | 24   | 1,73 m (5 ft 8 in)      | Kaunas                   |
| Luxembourg               | Nadia Neves Pereira           | 22   | 1,75 m (5 ft 9 in)      | Thành phố Luxembourg     |
| Ma Cao                   | Qian Wei-Na                   | 22   | 1,73 m (5 ft 8 in)      | Ma Cao                   |
| Malaysia                 | Audrey Ng                     | 23   | 1,70 m (5 ft 7 in)      | Perak                    |
| Malta                    | Maria Galea                   | 18   | 1,73 m (5 ft 8 in)      | Valletta                 |
| Martinique               | Frédérique Violene Grainville | 18   | 1,70 m (5 ft 7 in)      | Fort-de-France           |
| Mexico                   | Abigail Elizalde              | 23   | 1,83 m (6 ft 0 in)      | Torreón                  |
| Hà Lan                   | Melanie de Laat               | 22   | 1,75 m (5 ft 9 in)      | Utrecht                  |
| New Zealand              | Rachel Crofts                 | 20   | 1,74 m (5 ft 8+1⁄2 in)  | Manawatu                 |
| Nicaragua                | Thelma Rodríguez              | 19   | 1,75 m (5 ft 9 in)      | Chinandega               |
| Nigeria                  | Uko Ezinne                    | 22   | 1,74 m (5 ft 8+1⁄2 in)  | Lagos                    |
| Bắc Ireland              | Gemma Walker                  | 23   | 1,75 m (5 ft 9 in)      | Slievemore               |
| Pakistan                 | Nosheen Idrees                | 22   | 1,74 m (5 ft 8+1⁄2 in)  | Jhelum                   |
| Panama                   | Shassia Ubillús               | 25   | 1,72 m (5 ft 7+1⁄2 in)  | Thành phố Panama         |
| Peru                     | Giuliana Zevallos             | 20   | 1,80 m (5 ft 11 in)     | Loreto                   |
| Philippines              | Karla Paula Henry             | 22   | 1,74 m (5 ft 8+1⁄2 in)  | Cebu                     |
| Ba Lan                   | Karolina Filipkowska          | 20   | 1,80 m (5 ft 11 in)     | Łódź                     |
| Romania                  | Ruxandra Popa                 | 21   | 1,80 m (5 ft 11 in)     | Abrud                    |
| Nga                      | Anna Mezentseva               | 23   | 1,81 m (5 ft 11+1⁄2 in) | Moskva                   |
| Rwanda                   | Cynthia Akazuba               | 18   | 1,70 m (5 ft 7 in)      | Kigali                   |
| Scotland                 | Courtney St. John             | 22   | 1,77 m (5 ft 9+1⁄2 in)  | Glasgow                  |
| Serbia                   | Bojana Traljic                | 18   | 1,80 m (5 ft 11 in)     | Subotica                 |
| Singapore                | Ivy Leow Kian Peng            | 25   | 1,70 m (5 ft 7 in)      | Singapore                |
| Slovakia                 | Martina Tóthová               | 20   | 1,75 m (5 ft 9 in)      | Piešťany                 |
| Slovenia                 | Sara Frančeškin               | 18   | 1,76 m (5 ft 9+1⁄2 in)  | Ljubljana                |
| Nam Phi                  | Matapa Maila                  | 23   | 1,75 m (5 ft 9 in)      | Limpopo                  |
| Nam Sudan                | Nok Nora Duany                | 18   | 1,81 m (5 ft 11+1⁄2 in) | Juba                     |
| Tây Ban Nha              | Adriana Reverón               | 23   | 1,77 m (5 ft 9+1⁄2 in)  | Tenerife                 |
| Suriname                 | Priscilla Yhap                | 22   | 1,75 m (5 ft 9 in)      | Paramaribo               |
| Thụy Điển                | Fanny Blomé                   | 18   | 1,82 m (5 ft 11+1⁄2 in) | Norrköping               |
| Thụy Sĩ                  | Nasanin Nuri                  | 21   | 1,73 m (5 ft 8 in)      | Teheran                  |
| Tahiti                   | Vahinetua Flaccadori          | 19   | 1,75 m (5 ft 9 in)      | Papeete                  |
| Tanzania                 | Miriam Odemba                 | 25   | 1,75 m (5 ft 9 in)      | Arusha                   |
| Thái Lan                 | Piyaporn Deejing              | 19   | 1,73 m (5 ft 8 in)      | Nakhon Ratchasima        |
| Thổ Nhĩ Kỳ               | Demet Karadeniz               | 25   | 1,78 m (5 ft 10 in)     | Ankara                   |
| Quần đảo Turks và Caicos | Sessily Pratt                 | 18   | 1,70 m (5 ft 7 in)      | Providenciales           |
| Uganda                   | Daisy Nabagereka              | 22   | 1,75 m (5 ft 9 in)      | Kampala                  |
| Hoa Kỳ                   | Jana Murrell                  | 26   | 1,81 m (5 ft 11+1⁄2 in) | Omaha                    |
| Venezuela                | Daniela Torrealba             | 19   | 1,75 m (5 ft 9 in)      | San Cristóbal            |
| Wales                    | Jamie Lee Williams            | 22   | 1,70 m (5 ft 7 in)      | Powys                    |

- Danh xưng: trong cuộc thi lần này, Đài Loan sử dụng danh xưng tiếng Anh là Chinese Taipei (Đài Bắc Trung Hoa) thay vì Taiwan (đã được dùng trong cuộc thi năm trước).

## Nhạc nền
- Phần mở đầu: Yves Larock – Rise Up, Pussycat Dolls – When I Grow Up
- Phần thi áo tắm: Enur feat. Natasha – Calabria
- Phần thi trang phục dạ hội: Coldplay – Viva la Vida

## Dẫn chương trình
- Billy Crawford
- Priscilla Meirelles (Hoa hậu Trái Đất 2004)
- Riza Santos (Đại diện của Canada tại Hoa hậu Trái Đất 2006)

## Thông tin về các cuộc thi quốc gia

### Tham gia lần đầu
- Bhutan
- Cộng hòa Dân chủ Congo
- Guam
- Luxembourg
- Malta
- Rwanda
- Scotland
- Serbia
- Nam Sudan

### Bỏ cuộc
- Belize
- Cameroon
- Đan Mạch
- Fiji
- Guatemala
- Hồng Kông
- Iceland
- Kazakhstan
- Kenya
- Nepal
- Niue
- Na Uy
- Paraguay
- Sierra Leone
- Saint Lucia
- Tây Tạng
- Trinidad và Tobago
- Quần đảo Virgin (Mỹ)
- Zambia
- Zimbabwe

### Không tham gia
- Ukraine – Olha Bilousova
- Việt Nam – Hoa hậu Du lịch Việt Nam 2008 Phan Thị Ngọc Diễm được công ty Elite đề cử tham gia cuộc thi và trên trang fanpage chính thức cũng đã đăng tải hình ảnh kèm thông tin cá nhân của cô. Tuy nhiên, sau đó cô cho biết mình chính thức không tham gia cuộc thi. Giải thích về việc này, Bà Nguyễn Thị Thúy Nga - Giám đốc điều hành của công ty Elite cho biết hồ sơ của cô chưa thể kịp hoàn thành để gửi lên Bộ Văn hóa, Thể thao và Du lịch và cũng chưa tìm được gương mặt thật sự phù hợp. Về sau, Tổ chức Hoa hậu Trái Đất gỡ bỏ hình ảnh của cô và Việt Nam chính thức rút lui khỏi cuộc thi năm nay.[160][161]

### Sự trở lại
- Tham dự lần cuối năm 2001:
  -  Thổ Nhĩ Kỳ
- Tham dự lần cuối năm 2003:
  -  Hungary
  -  Kosovo
- Tham dự lần cuối năm 2005:
  -  Jamaica
- Tham dự lần cuối năm 2006:
  -  Hy Lạp
  -  Honduras
  -  Pakistan
  -  Panama
  -  Nga
  -  Tahiti

### Tham dự nhiều cuộc thi
Các thí sinh tham dự nhiều cuộc thi khác:
| Hoa hậu Hoàn vũ - 2008: Nicaragua – Thelma Rodríguez - 2010: Peru – Giuliana Zevallos - 2010: Tây Ban Nha – Adriana Reverón - 2012: Argentina – Camila Solórzano Ayusa Hoa hậu Thế giới - 2007: Costa Rica – Wendy Cordero - 2010: Canada – Denise Garrido (Top 25) - 2012: Peru – Giuliana Zevallos Hoa hậu Quốc tế - 2009: Honduras – Kenia Andrade - 2010: Nam Phi – Matapa Maila - 2010: Thái Lan – Piyaporn Deejing (Á hậu 1) Hoa hậu Liên lục địa - 2009: Latvia – Anita Baltruna World Miss University - 2014: Canada – Denise Garrido | Nữ hoàng Du lịch Quốc tế - 2008: Nhật Bản – Akemi Fukumura (Á hoàng 4) - 2008: Ethiopia – Kidan Tesfahun Vẻ đẹp của thế giới - 2010: Ethiopia – Kidan Tesfahun (Á hậu 2) Miss Progress International - 2010: Latvia – Anita Baltruna Miss Continente Americano - 2008: Costa Rica – Wendy Cordero - 2010: Peru – Giuliana Zevallos (Chiến thắng, Gương mặt đẹp nhất, Trang phục truyền thống đẹp nhất) Hoa hậu Châu Mỹ La tinh - 2009: Canada – Denise Garrido (Á hậu 3) Miss Caraïbes Hibiscus - 2008: Panama – Shassia Ubillús - 2009: Argentina – Camila Solórzano Ayusa |

## Chuyện bên lề
- Sau 7 năm tổng số thí sinh tham dự liên tục tăng, đây là năm đầu tiên số lượng người đẹp tham gia cuộc thi giảm so với năm trước.
- Venezuela giành giải Trang phục dạ hội đẹp nhất lần thứ 2.
- Mexico thắng giải Trình diễn áo tắm đẹp nhất lần đầu.
- Panama được trao giải Trang phục dân tộc đẹp nhất lần thứ 2.
- Philippines thắng giải Hoa hậu Ảnh năm thứ 3.
- Bắt đầu từ năm nay, các giải thưởng phụ không được trao trong đêm chung kết mà sẽ trao ngay cho các thí sinh sau khi phần thi phụ đó kết thúc.
- Năm nay, 4 khu vực của Vương quốc Liên hiệp Anh và Bắc Ireland (Anh, Bắc Ireland, Scotland, Wales) cử đại diện riêng biệt.
- Bhutan và Rwanda lần đầu tham gia Tứ đại Hoa hậu
- Wendy Cordero đại diện Costa Rica tại Hoa hậu Thế giới 2007 và Hoa hậu Mỹ  2008 nhưng không có thành tích gì.
- Thelma Rodriguez (Nicaragua) từng có mặt tại Việt Nam tham dự Hoa hậu Hoàn vũ 2008 nhưng không lọt vào Top 15.
- 2 thí sinh từng tham gia Nữ hoàng Du lịch Quốc tế 2008 tại Trung Quốc là Kidan Tesfahun (Ethiopia) và Akemi Fukumura (Nhật Bản) (đoạt Á hoàng 4).
- Yllka Berisha (Kosovo) trước đó tham gia cuộc thi Hoa hậu Scandinavia và Siêu mẫu thế giới, cô cũng là thí sinh đầu tiên của Kosovo góp mặt tại Hoa hậu Trái Đất từ ngày nước này tách ra khỏi Serbia.

## Ghi nhận lịch sử
- Chiến thắng của Karla Paula Henry đã giúp nâng vị trí của châu Á tại cuộc thi đồng thời phá kỷ lục của Amruta Patki và Pooja Chitgopekar đến từ Ấn Độ khi hai người đẹp đều đoạt vương miện Hoa hậu Không khí (Á hậu 1) vào năm 2006 và 2007.
- Tanzania lần cuối vào Bán kết vào năm 2005. Đây cũng là lần đầu tiên kể từ năm 2002, một quốc gia ở châu Phi đạt thành tích cao ở cuộc thi.